# Marica Larocchi
Marica Larocchi (Muggiò, 1942) è una poetessa, saggista e traduttrice italiana studiosa della poesia francese del XIX secolo.
Di madre slovena si è laureata nel 1968 presso l'Università Statale di Milano con Luigi de Nardis e Sergio Antonelli con una tesi sulla cronologia dell'opera Illuminations di Arthur Rimbaud. Negli anni 90 ha fatto parte della redazione di Anterem.
Ha insegnato nelle scuole secondarie in provincia di Milano.
Nel 1981 ha vinto il premio Cittadella con la raccolta di poesie Lingua dolente (Mi 1980); nel 1996 e nel 1998 è stata segnalata al premio Italo Calvino per l'inedito con i romanzi brevi Carabà e La mangiatrice di voci editi da Manni (nel 2000 e nel 2002).

## Opere

### Poesia
- Lingua dolente 1980
- Fato con prefazione di Stefano Agosti 1987
- Questa parola 1998
- L'oro e il cobalto 2001
- Le api di Aristeo 2006
- Solstizio in cortile 2009
- Silloge in Almanacco della poesia italiana Mondadori 2009
- La cometa e l'ibisco 2013, finalista al Premio Città di Como 2014
- Grandangolo 2015
- Di rugiada e cristalli 2017

### Prosa
- Trieste 1993
- Carabà 2000
- La mangiatrice di voci 2002
- Rimbaud, un racconto 2005
- Fantasmi 2013
- Due fichi e una rosa 2015

### Saggi
- Il suono del senso 2000
- Il tavolo di lettura 2007
- Luogo e formula, per una lettura d'Illuminations di A. Rimbaud 2009

### Traduzioni
- A. Rimbaud, Ultimi versi, Primi versi 2 vol. 1992
- Antologia dei poeti parnassiani 1996
- Jean Flaminien, soste, fughe: Graal portatile; Pratiche di spossessamento; L'acqua promessa 4 vol. 2001-2009
- A. Rimbaud, Nuovi versi 2004
- R. Radiguet, Il diavolo in corpo 2004
- P. Jean Jouve, Nel fondo degli anni 2006
- Jean Flaminien, Preservare la luce 2010
- Jean Flaminien, L'Infinitude 2012, Premio per la Traduzione Università di Bologna 2014
- A. Rimbaud, Il battello ubriaco 2011
- Ch. Baudelaire, Diari intimi 2012
- Ch. Baudelaire, Eugène Delacroix 2013